# Mật mã lượng tử
Mật mã lượng tử  là một ngành khoa học nghiên cứu về bảo mật thông tin dựa trên các tính chất của vật lý lượng tử. Trong khi mật mã truyền thống khai thác chủ yếu các kết quả toán học của ngành độ phức tạp tính toán nhằm vô hiệu hoá kẻ tấn công thì mật mã lượng tử khai thác chính bản chất vật lý của các đối tượng mang thông tin mà ở đây là các trạng thái lượng tử, ví dụ như các photon ánh sáng.
Mật mã lượng tử cho phép bảo mật thông tin truyền đi bằng truyền thông quang, qua quang sợi cũng như qua không gian (FSO - Free Space Optical communications). Nó cho phép thông tin được bảo mật "tuyệt đối", không phụ thuộc vào độ mạnh của máy tính, độ tối tân của dụng cụ hay sự xảo quyệt của hacker. Sự bảo mật của mật mã lượng tử bắt nguồn từ những quy luật không thể phá bỏ của tự nhiên, do đó nó được xem như là một sự bảo vệ mạnh mẽ nhất có thể cho dữ liệu.

## Lịch sử của mật mã lượng tử
Nguồn gốc của mật mã lượng tử được đưa ra bởi Stephen Weisner, gọi là "Conjugate Coding" từ đầu những năm 70, sau đó được công bố vào năm 1983 trên tạp chí Sigact News bởi Bennett và Brassard, những người đã nghiên cứu những ý tưởng của Weisner và phát triển chúng theo cách riêng của mình. Họ cho ra "BB84", thể thức mật mã lượng tử đầu tiên vào năm 1984, nhưng mãi đến tận năm 1991, thí nghiệm đầu tiên về thể thức này mới được thực hiện thành công qua một đường truyền 32 cm. Những hệ thống ngày nay đã được thử nghiệm thành công trên quang sợi ở độ dài hàng trăm km.

## Truyền khoá bí mật lượng tử
Ứng dụng trực tiếp nhất của mật mã lượng tử là quá trình truyền chìa khóa bí mật. Tại sao không dùng đường truyền lượng tử để truyền trực tiếp thông tin cần truyền đi? Bởi vì lượng thông tin trong một đường truyền lượng tử không nhiều và tốc độ không cao. Nhờ vào quá trình mã hóa mà sự truyền thông tin này có thể đưa đến sự bảo mật cao cho đường truyền khác có tốc độ trao đổi thông tin cao hơn rất nhiều.
Nguyên lý của sự trao đổi thông tin lượng tử này dựa vào sự quan sát các trạng thái lượng tử. Những photon truyền đi được đặt trong một trạng thái riêng biệt bởi người gửi và sau đó được quan sát bởi người nhận. Những trạng thái lượng tử liên hợp  không thể được quan sát cùng một lúc. Tùy theo cách quan sát, giá trị của hệ đo được sẽ khác nhau, nhưng trong một hệ các trạng thái liên hợp duy nhất; ví dụ như phân cực của photon được mô tả bởi một trong ba hệ khác nhau: phân cực phẳng, phân cực cầu hay phân cực elip . Như vậy, nếu người gửi và người nhận không thỏa thuận trước về hệ quan sát được sử dụng, người nhận có thể tình cờ hủy thông tin của người nhận mà không nhận được gì có ích.
Như vậy, sự tiếp cận đơn giản nhất về đường truyền lượng tử là: người gửi mã hóa thông tin bởi các trạng thái lượng tử, người nhận quan sát các trạng thái đó, sau đó nhờ vào thỏa thuận từ trước về hệ quan sát, người gửi và người nhận trao đổi thông tin một cách đúng đắn. Sự trao đổi thông tin của họ có thể bị lỗi, do nhiễu hay do người nghe lén thứ ba, nhưng những lỗi này sẽ được nhận biết và giải quyết dễ dàng.

## Sự an toàn đối với việc ăn cắp thông tin
Nếu ta xét trường hợp một kênh truyền bảo mật thông thường và có "người tấn công ở giữa" (man-in-the-middle attack).  Trong trường hợp này, người nghe lén (Eve) được cho là có khả năng điều khiển kênh truyền, có thể đưa thông tin vào và lấy thông tin ra không có thiếu sót nào hay độ trễ nào. Khi Alice(người gửi) cố gắng thiết lập chìa khóa bí mật cùng Bob(người nhận), Eve tham gia vào và trả lời tin theo cả hai hướng, làm cho Alice và Bob tưởng rằng họ đang nói chuyện với nhau. Khi chìa khóa bí mật được thiết lập, Eve nhận, sao chép và gửi lại thông tin để đảm bảo Alice và Bob nói chuyện với nhau bình thường. Giả sử rằng thời gian xử lý tín hiệu là đủ nhanh, Eve có thể nhận được toàn bộ chìa khóa bí mật và do đó nhận được tất cả thông tin được truyền đi giữa Alice và Bob với không một phát hiện nào.
Nhưng khi mật mã lượng tử được áp dụng (hình), trong các quy luật lượng tử trạng thái lượng tử của photon không thể được sao chép. Như vậy, một cách tự nhiên, khi Eve cố gắng lấy thông tin mã hóa bởi một photon, sự nghe lén này sẽ gây lỗi ở phía Bob. Điều này sẽ cho phép Alice và Bob nhận biết được khi nào đường truyền của họ bị tác động bởi người nghe lén thứ ba, khi đó họ có thể chuyển qua kênh truyền khác, hay đơn giản hơn là làm trễ đường truyền lại với các chìa khóa được thay đổi liên tục.

## Mật mã lượng tử có thể bị bẻ khoá?
Ngày 27/4/2007, trang nature.com có đăng một tít lớn Quantum cryptography is hacked. Theo lời tóm tắt thì công nghệ mật mã lượng tử đã bị bẻ khoá bởi một nhóm nghiên cứu ở MIT. Họ sử dụng cái gọi là đường dây nghe trộm lượng tử (quantum-mechanical wiretap) để lấy được 50 % dữ liệu mà không bị phát hiện.
Cho dù vậy, trên chính forum của nature có rất nhiều ý kiến phản hồi tỏ ý bất bình sau khi đọc bài này.
Hiện tại, chưa có một chứng minh nào có thể chứng tỏ khả năng bị bẻ khoá của mật mã lượng tử. Do đó mật mã lượng tử là hệ mã an toàn nhất cho đến thời điểm hiện tại.